# Giovanni Bianchi (corsario)
Giovanni Bianchi fue un corsario italiano al servicio de las fuerzas republicanas en Venezuela que protagonizó  varios acontecimientos durante la Segunda República, en el momento en que esta caía ante las fuerzas realistas de José Tomás Boves.
El general Antonio Jose Arismendi reorganiza en 1813 las fuerzas navales de la Segunda República con la adquisición de 3 goletas y otras unidades menores para conformar una escuadra de 14 embarcaciones a las órdenes del corsario Giovanni Bianchi. 
Bianchi fue contratado por Simón Bolívar para evacuar hacia las Antillas a los patriotas que huían de Boves. En una de las travesías Bianchi tomó posesión ilegítima de 24 cajones de plata labrada y otras reliquias que pertenecían a la contribución de las iglesias de Caracas y que habían sido confiadas por Santiago Mariño a la escuadra del mismo. Aunque de igual forma se percataron de los hechos que acaecían con respecto a las aptitudes de Bianchi, Bolívar y Mariño decidieron salir en su búsqueda y al encontrarlo tomaron rumbo fijo hacia Pampatar en la isla de Margarita, lugar en el cual Manuel Piar apoya totalmente al corsario y se enfrenta contra Bolívar. Es así como el Libertador se ve obligado a entregar parte del tesoro a Bianchi. Bianchi traicionó a Bolívar ya que El Libertador había puesto su confianza en el corsario al hacerlo partícipe de sus propósitos. 
Poco después, Bolívar y Mariño, a bordo del buque del corsario, tuvieron que volver a Cariaco. Bolívar y Mariño eran la primera y segunda autoridades del país respectivamente, pero al abandonar tierra firme la Asamblea de Cumaná los destituye y cuando vuelven a Cariaco (noche del 3 a 4 de septiembre de 1814) son expulsados por sus rivales (incluidos Ribas y Bermúdez) y forzados a abandonar Venezuela y finalmente terminan por llegar a Cartagena de Indias el 19 de septiembre, en circunstancias aún no del todo aclaradas.